# Dolgorukowo (Kaliningrad)
Dolgorukowo (russisch Долгоруково, deutsch Domtau, Leißen im Kreis Preußisch Eylau, Pompicken und Gartenstadt Stablack) ist ein Ort in der russischen Oblast Kaliningrad im Rajon Bagrationowsk. Er gehört zur kommunalen Selbstverwaltungseinheit Stadtkreis Bagrationowsk.

## Geographische Lage
Dolgorukowo liegt westlich des Flüsschens Pasmar (russisch: Maiskaja) am Ostrand des Stablack, nordwestlich der russischen Rajonshauptstadt und ehemaligen deutschen Kreisstadt Bagrationowsk (Preußisch Eylau). Der Ort ist über eine Nebenstraße zu erreichen, die Bagrationowsk (10 km) mit Slawskoje (Kreuzburg, 18 km) verbindet. Bis 1945 war die damals Stablack genannte Ortschaft eine Bahnstation an der Bahnstrecke von Heiligenbeil (heute russisch: Mamonowo) über Zinten (Kornewo) nach Preußisch Eylau (Bagrationowsk), von der heute nur noch das letzte Teilstück für Militärverkehr in Betrieb ist.

## Geschichte

### Dolgorukowo/Domtau (bis 1945)

#### Ort
Der ehemals Domtau genannte Ort liegt acht Kilometer nordwestlich von Bagrationowsk (Preußisch Eylau) und südlich der Nebenstraße, die Bagrationowsk mit Slawskoje (Kreuzburg) verbindet. Im Jahre 1874 kam Domtau zum neugebildeten Amtsbezirk Wackern (russisch: Jelanowka) im Landkreis Preußisch Eylau im Regierungsbezirk Königsberg der preußischen Provinz Ostpreußen. 1910 waren in Domtau 91 Einwohner registriert.
Am 30. September 1928 gab die Landgemeinde Domtau ihre Eigenständigkeit auf und schloss sich mit Schlauthienen (heute russisch: Tschapajewo) und den Gutsbezirken Grundfeld (russisch: Tschapajewo) und Jerlauken (Petrowskoje, seit 1993 auch: Tschapajewo) zur neuen Landgemeinde Schlauthienen zusammen.

#### Kirche
Domtaus Einwohnerschaft war vor 1945 überwiegend evangelischer Konfession. Das Dorf war bis 1937 in das Kirchspiel Klein Dexen (russisch: Furmanowo), von 1938 bis 1945 in das neu errichtete Kirchspiel Stablack eingepfarrt und gehörte zum Kirchenkreis Preußisch Eylau (Bagrationowsk) in der Kirchenprovinz Ostpreußen der Kirche der Altpreußischen Union.

### Dolgorukowo/Leißen (bis 1945)

#### Ort
Das früher Leißen genannte Vorwerk liegt neun Kilometer nordwestlich von Bagrationowsk (Preußisch Eylau) und war bis 1945 ein Ortsteil von Graventhien (russisch: Kamyschewo, seit 1993: Awgustowka). Es gehörte dadurch seit 1874 zum Amtsbezirk Dexen (heute russisch: Nagornoje) und kam im Jahre 1930 zum Amtsbezirk Wogau (heute russisch: Lermontowo), beide Male im Landkreis Preußisch Eylau im Regierungsbezirk Königsberg der preußischen Provinz Ostpreußen.

#### Kirche
Die Leißener Bevölkerung gehörte vor 1945 fast ausnahmslos zur evangelischen Kirche und war bis 1937 in das Kirchspiel Klein Dexen (russisch: Furmanowo) eingepfarrt. Nach dessen Auflösung wurde Leißen bis 1945 ein Ort im Pfarrbereich Stablack, der wie Klein Dexen zum Kirchenkreis Preußisch Eylau in der Kirchenprovinz Ostpreußen der Kirche der Altpreußischen Union gehörte.

### Dolgorukowo/Pompicken (bis 1945)

#### Ort
Das einst Pompicken genannte Dorf liegt zehn Kilometer nordwestlich von Bagrationowsk (Preußisch Eylau). Im Jahre 1874 kam es zum neu gebildeten Amtsbezirk Wackern (russisch: Jelanowka) im Landkreis Preußisch Eylau im Regierungsbezirk Königsberg der preußischen Provinz Ostpreußen. Im Jahre 1910 lebten in Pompicken 76 Einwohner.
Am 30. September 1928 vergrößerte sich die Landgemeinde Pompicken, als nämlich der Gutsbezirk Waldkeim (Dolgorukowo) aus dem Amtsbezirk Wogau (heute russisch: Lermontowo) nach Pompicken eingemeindet wurde. Die Einwohnerzahl betrug im Jahre 1933 dann auch 239 und 1939 noch 222.

#### Kirche
Pompickens Bevölkerung war vor 1945 meistenteils evangelischer Konfession. Das Dorf war bis 1937 in das Kirchspiel Klein Dexen (russisch: Furmanowo) eingepfarrt, kam jedoch 1938 in das Kirchspiel Stablack. Beide Kirchspiele gehörten zum Kirchenkreis Preußisch Eylau (Bagrationowsk) in der Kirchenprovinz Ostpreußen der Kirche der Altpreußischen Union.

### Dolgorukowo/Gartenstadt Stablack (bis 1945)

#### Gartenstadt Stablack
Der Name des Ortes Stablack leitet sich von der Landschaft Stablack ab, einem waldreichen Landesteil zwischen dem Mittellauf der Alle (heute russisch: Lawa) und dem Unterlauf der Passarge (heute polnisch: Pasłęka) sowie deren Nebenflüssen Drewenz (russisch: Drwenza, polnisch: Drwęca) und Frisching (russisch: Prochladnaja) gelegen. Im Rahmen der Neuanlage des Truppenübungsplatzes Stablack entstand ab Herbst 1935 zwischen den Flüsschen Liebe und Rgoßel und neun Kilometer nordwestlich von Bagrationowsk (Preußisch Eylau) auf den Flächen des Dorfes Domtau und den Gütern Grundfeld (russisch: Tschapajewo) und Waldkeim (Dolgorukowo) eine Ansiedlung, die – wegen ihrer Häuser mit Gartenanlagen – Gartenstadt Stablack genannt wurde und auch über eine neu erbaute Kirche verfügte. Sie gehörte zum Landkreis Preußisch Eylau im Regierungsbezirk Königsberg der preußischen Provinz Ostpreußen. Noch zu Kriegsbeginn war die vorgesehene Planung nicht vollständig umgesetzt. Immerhin zählte das Städtchen im Jahre 1939 bereits 2734 Einwohner, meistenteils Militärangehörige.

#### Amtsbezirk Stablack
Bereits im Jahre 1874 wurde im Landkreis Preußisch Eylau im Regierungsbezirk Königsberg in der preußischen Provinz Ostpreußen ein Amtsbezirk mit der Bezeichnung Stablack errichtet. Er umfasste den Gutsbezirk Preußisch Eylau, Forst mit den Forstbezirken Stablack und Wilhelmshöhe. Beide Forstbezirke wurden 1928 in die Landgemeinde Klein Dexen (russisch: Furmanowo) im Amtsbezirk Dexen (russisch: Nagornoje) umgegliedert und der Amtsbezirk Stablack aufgelöst.
Am 1. Januar 1939 wurde aus diversen Teilen in den umliegenden Amtsbezirken der Gutsbezirk Stablack neu gebildet und ein neuer Amtsbezirk Stablack errichtet, der bis 1945 bestand. Am 10. Juli 1940 wurde der Gutsbezirk Stablack in einen „Gemeindefreien Gutsbezirk“ umgewandelt.

#### Kirche

##### Kirchengebäude
Im Jahre 1937 wurde im Rahmen der Neuanlage der Gartenstadt Stablack auch eine Kirche errichtet, deren Ausstattung aus der Kirche in Klein Dexen (russisch: Furmanowo) stammte. Die Klein Dexener Kirche konnte wegen der Anlage des Truppenübungsplatzes Stablack nicht mehr genutzt werden. Im Zweiten Weltkrieg wurde das Stablacker Gotteshaus nur unwesentlich beschädigt.

##### Kirchengemeinde
Bis 1938 war die Gartenstadt Stablack noch in das Kirchspiel Klein Dexen eingepfarrt. Dann wurde der Pfarrsitz von Klein Dexen nach Stablack verlegt, und die 32 Kirchspielorte fanden hier ihr neues Zentrum. Das Kirchspiel Stablack gehörte zum Kirchenkreis Preußisch Eylau (heute russisch: Bagrationowsk) innerhalb der Kirchenprovinz Ostpreußen der Kirche der Altpreußischen Union.

##### Pfarrer
Zwischen 1938 und 1945 amtierten in der Gartenstadt Stablack die beiden Pfarrer Franz Kolaß (1938–1943) und Arnold Schrenk (1943–1945).

#### Stalag I A Stablack
Südöstlich von Stablack errichtete die Wehrmacht wenige Wochen nach Kriegsbeginn im September 1939 ein Barackenlager für Kriegsgefangene, das Stalag (Stammlager I A). Es lag im Wehrkreis I. Hier fanden anfangs besonders polnische später auch andere Gefangene Aufnahme, 1945 wurden hier auch zahlreiche deutsche Frauen und Männer interniert.
Am 22. Januar 1944 fuhr ein fahrplanmäßiger Zug mit etwa 1000 belgischen Kriegsgefangenen von Stablack in Richtung Antwerpen. Er kam im Bahnhof Isenbüttel-Gifhorn an der Lehrter Bahn zum Stehen. Unmittelbar danach fuhr ein Güterzug ungebremst auf den Zug auf. 122 Menschen, meist Belgier, fanden den Tod, etwa 80 wurden schwer verletzt.

#### Persönlichkeit des Ortes
- Günter Neumann (* 22. August 1938 in Gartenstadt Stablack) war ein deutscher Opernsänger (Tenor).

### Waldkeim (bis 1945)
Der Ort wurde 1997 aus Dolgorukowo ausgegliedert und verselbständigt: siehe 

### Dolgorukowo (seit 1947)
Die Orte Domtau, Leißen, Pompicken, Gartenstadt Stablack und Waldkeim kamen infolge des Zweiten Weltkrieges mit dem nördlichen Ostpreußen zur Sowjetunion und erhielten im Jahre 1947 den gemeinsamen Namen Dolgorukowo. Vor 1967 wurde der Ort Verwaltungssitz des Dorfsowjets bzw. Dorfbezirks Tschapajewski selski Sowet (okrug). Im Jahr 1997 wurde der ehemalige deutsche Ort Waldkeim als Walki wieder aus Dolgurokowo ausgegliedert. Von 2008 bis 2016 war Dolgorukowo Sitz einer Landgemeinde und gehört seither zum Stadtkreis Bagrationowsk.

#### Dolgorukowskoje selskoje posselenije 2008–2016

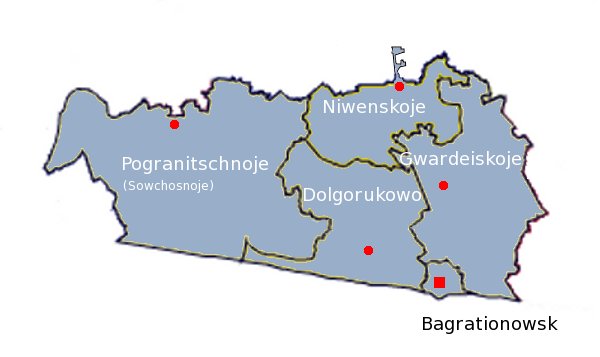
Die Lage der Landgemeinde Dolgorukowskoje selskoje posselenije im Rajon Bagrationowsk

Die Landgemeinde Dolgoruwskoje selskoje posselenije (ru. Долгоруковское сельское поселение) wurde im Jahr 2008 eingerichtet. Aus den drei Dorfbezirken Orechowski selski okrug, Puschkinski selski okrug und Tschapajewski selski okrug wurden darin 18 Ortschaften als „Siedlungen“ eingegliedert. Im Jahr 2017 ging die Gemeinde in den neu geschaffenen Stadtkreis Bagrationowsk auf.
| Ortsname                             | Name bis 1947/50                       |  | Ortsname                      | Name bis 1947/50                                          |
| ------------------------------------ | -------------------------------------- |  | ----------------------------- | --------------------------------------------------------- |
| Awgustowka (Августовка)              | Drangsitten, Graventhien und Johnken   |  | Pobereschje (Побережье)       | Schnakeinen und Neu Schnakeinen, Porschkeim und Kissitten |
| Bogatowo (Богатово)                  | Bornehnen und Rositten                 |  | Podgornoje (Подгорное)        | Penken                                                    |
| Dolgorukowo (Долгоруково)            | Domtau, Leißen, Pompicken und Stablack |  | Pogranitschnoje (Пограничное) | Hussehnen                                                 |
| Dubrowka (Дубровка)                  | Görken, Klaussen und Pilzen            |  | Puschkino (Пушкино)           | Posmahlen                                                 |
| Kamenka (Каменка)                    | Groß Krücken                           |  | Schirokoje (Широкое)          | Storchnest und Strobehnen                                 |
| Krasnoarmeiskoje (Красноармейское)   | Sollau und Kilgis                      |  | Slawskoje (Славское)          | Kreuzburg                                                 |
| Krasnosnamenskoje (Краснознаменское) | Dollstädt und Vogelsang                |  | Tschapajewo (Чапаево)         | Schlauthienen, Grundfeld und Jerlauken                    |
| Lermontowo (Лермонтово)              | Wogau und Boggentin                    |  | Walki (Вальки)                | Waldkeim                                                  |
| Nagornoje (Нагорное)                 | Groß Dexen und Roditten                |  | Wyssokoje (Высокое)           | Tiefenthal                                                |

## Kirche

### Kirchengebäude
Das einzige Gotteshaus von Dolgorukowo ist die 1937 erbaute Kirche in der Gartenstadt Stablack. Sie überstand den Krieg mit nur unwesentlichen Beschädigungen. Doch wurde sie nach 1945 ausgeräumt und die aus der Klein Dexener Kirche stammende Innenausstattung ging verloren. Das Gebäude wurde zweckentfremdet und diente zunächst als Pferdestall, danach wurde es als Kino benutzt. Nach einer Nutzung als Clubhaus ist die vormalige Kirche jetzt ein Kulturhaus. Der Turm wurde bis auf Dachfirsthöhe abgerissen.

### Kirchspielorte
Die zur Kirche Stablack zugehörigen Ort waren die Kirchspielorte Klein Dexens.

### Kirchengemeinde
Während der Zeit der Sowjetunion war kirchliches Leben so gut wie unmöglich. Erst in den 1990er Jahren entstanden in der Oblast Kaliningrad wieder evangelische Kirchengemeinden, deren Dolgorukowo am nächsten liegende die in Gwardeiskoje (Mühlhausen) ist. Sie ist Filialgemeinde der Auferstehungskirche in Kaliningrad (Königsberg) innerhalb der Propstei Kaliningrad der Evangelisch-lutherischen Kirche Europäisches Russland (ELKER).
Das nächstgelegene Gotteshaus der russisch-orthodoxen Kirche steht in Bagrationowsk (Preußisch Eylau).